# Phodopus
Phodopus är ett släkte med gnagare inom hamsterfamiljen Cricetidae. Släktet består av tre arter som tillsammans med arterna inom släktet Cricetulus kallas för dvärghamstrar.

## Arter inom släktet
Släkte Phodopus - "kortsvansade dvärghamstrar"
- Campbells dvärghamster (Phodopus campbelli)
- Roborovskis dvärghamster (Phodopus roborovskii)
- Rysk vintervit dvärghamster (Phodopus sungorus)

## Utseende
Dessa hamstrar når en kroppslängd (huvud och bål) av 53 till 102 mm, en svanslängd av 4 till 14 mm och en vikt av cirka 23 g (värde för Campbells dvärghamster). Hos vilda exemplar varierar ovansidans pälsfärg mellan gråaktig och gulbrun med rosa nyanser. Undersidans päls är vitaktig. De mörka och ljusa delarna av pälsen bildar varierande mönster. Vid öronen är utsidan svart och insidan vit. Vilda individer har dessutom vit nos, vita nedre kinder, vita extremiteter och vit svans. Hos flera exemplar förekommer en mörk längsgående strimma på ryggens topp. Liksom andra hamstrar har arterna stora kindpåsar för att bära födan. Antalet spenar hos honor är åtta.

## Utbredning
Medlemmar av släktet Phodopus lever i Centralasien. De vistas i gräsmarker och på sanddyner med glest fördelad växtlighet.

## Levnadssätt
Individerna är främst aktiva på tidiga morgonen och på kvällen. Exemplar av Phodopus sungorus kan under vintern tidvis inta ett stelt tillstånd (torpor). Arterna gräver komplexa tunnelsystem där de skapar ett förråd. De kan även använda bon som byggdes av pipharar. Födan utgörs av olika gröna växtdelar och av frön. Hos vilda honor av Phodopus campbelli förekommer avgränsade revir. Territorier av hannar och honor kan överlappa. För fortplantningssättet se arternas artiklar.